# Золотая Поляна (Новосибирская область)
Золотая Поляна — упразднённый посёлок в Искитимском районе Новосибирской области. На момент упразднения входил в состав Верх-Коёнского сельсовета. Исключен из учётных данных в 1968 году.

## География
Посёлок располагался на левом берегу реки Маклечиха выше впадения ее в реку Тальменка, в 6 км (по прямой) к юго-востоку от деревни Нижний Коён.

## История
Посёлок был основан в 1908 году. В 1928 году посёлок Золото-Полянский состоял из 35 хозяйств. В административном отношении входил в состав Нижне-Коёнского сельсовета Бердского района Новосибирского округа Сибирского края.
С 1954 года в составе Верх-Коёнского сельсовета.
Упразднён в 1968 году.

## Население
По переписи 1926 г. на посёлке проживало 207 человек (96 мужчин и 111 женщин), основное население — русские